# High Haswell
High Haswell – wieś w Anglii, w hrabstwie Durham. Leży 10 km na wschód od miasta Durham i 375 km na północ od Londynu.